# UFC Fight Night: Dillashaw vs. Cruz
UFC Fight Night: Dillashaw vs. Cruz var en MMA-gala som arrangerades av Ultimate Fighting Championship och ägde rum 17 januari 2016 i Boston i USA.

## Resultat
1. ↑  Titelmatch i bantamvikt.